# (471165) 2010 HE79
(471165) 2010 HE79 est un transneptunien du groupe dynamique des plutinos, de magnitude 5,1.
Son diamètre est estimé à 338 km, ce qui le qualifie comme un candidat au statut de planète naine.
Il a été découvert par les astronomes du projet OGLE, conduit par Andrzej Udalski de l'université de Varsovie.
Fin janvier 2020, Rosemary E. Pike et ses collaborateurs annoncent lui avoir découvert un satellite, celui-ci ferait environ 139 km de diamètre.